# Natalia Rodríguez
Natalia Rodríguez (Tarragona, 2 de junho de 1979) é uma ex-meio-fundista espanhola, especialista nos 1500 metros.
No Campeonato Mundial de Atletismo de 2009, Rodríguez foi desqualificada após se chocar com a etíope Gelete Burka. Retirou-se das competições em março de 2015.

## Resultados
| Ano  | Competição                          | Local                | Resultado |
| ---- | ----------------------------------- | -------------------- | --------- |
| 1998 | Campeonato Mundial de Juniores      | Annecy, França       | 6ª        |
| 2001 | Campeonato Mundial de Atletismo     | Edmonton, Canadá     | 6ª        |
| 2002 | Campeonato Europeu                  | Munique, Alemanha    | 6ª        |
| 2004 | Jogos Olímpicos                     | Atenas, Grécia       | 10ª       |
| 2004 | Final Mundial de Atletismo          | Monte Carlo, Mônaco  | 4ª        |
| 2005 | Mundial de Atletismo                | Helsinque, Finlândia | 6ª        |
| 2005 | Final Mundial de Atletismo          | Monte Carlo, Mônaco  | 8ª        |
| 2009 | Campeonato Europeu em Pista Coberta | Turim, Itália        | 2ª        |
| 2010 | Campeonato Mundial em Pista Coberta | Doha, Qatar          | 2ª        |